# 알펜시아 컨벤션 센터
알펜시아 컨벤션 센터(영어 : Alpensia Convention Center)는 강원특별자치도 평창군 대관령면 솔봉로 325 알펜시아 리조트 내에 위치하는 국제 컨퍼런스 시설이다. 알펜시아 컨벤션센터 규모로는 연면적 16,038m2, 지하 1층 ~ 지상 4층이며 약 2,500명을 수용할 수 있다. 내부에는 8개 국어 동시통역 시스템과 대형 회의실 그랜드 볼룸과 최첨단 음향 시설과 대형 스크린을 보유한 오디토리움을 비롯해 다양한 형태의 회의실 10개를 갖추고 있다.